# Rhodamnia mulleri
Rhodamnia mulleri är en myrtenväxtart som först beskrevs av Pieter Willem Korthals, och fick sitt nu gällande namn av Carl Ludwig von Blume. Rhodamnia mulleri ingår i släktet Rhodamnia och familjen myrtenväxter. Inga underarter finns listade i Catalogue of Life.